# Ksour, Bordj Bou Arreridj
Ksour là một đô thị thuộc tỉnh Bordj Bou Arréridj, Algérie. Dân số thời điểm năm 2002 là 12.54 người.